# Наше призвание
«Наше призвание» — советский трёхсерийный телевизионный художественный фильм 1981 года, поставленный режиссёром Геннадием Полокой по мотивам произведений писателя и педагога Н. Огнёва (Михаила Розанова) «Дневник Кости Рябцева» и «Исход Никпетожа», а также его писем и воспоминаний.
Фильм является вторым в посвящённой учителям трилогии режиссёра: «Республика ШКИД», «Наше призвание», «Я — вожатый форпоста», является «неким продолжением» первого фильма, а односерийная лента «Я — вожатый форпоста» (1986) является продолжением этого фильма.

## Сюжет
В фильме показаны воспоминания заслуженного учителя Николая Гудкова о годах его юности, о школе 1920-х годов. Свои воспоминания учитель рассказывает молодой журналистке Варе в течение трёх вечеров. Он ведёт речь о своих друзьях, недругах, учителе, который был для него примером, и первой юношеской любви.
Действие фильма происходит в течение 1923/24 учебного года в одной из московских школ. Фильм повествует о том, как в спорах, муках, рождалась новая, советская школа. На дворе — непростая, во многом противоречивая эпоха НЭПа. Все преподаватели школы во главе с заведующей Маргаритой Анатольевной — учителя старой закалки, успевшие поработать ещё в старой, царской школе, хотя и принявшие (кто — по убеждениям, кто — вынужденно) новую власть. А большинство учеников школы являются выходцами из рабочих семей, полностью разделяют руководящие идеалы эпохи и полны желания и энтузиазма построить не только новую школу, но и новую жизнь. Это предопределяет наличие конфликтогенной ситуации.
Кроме того, большинству учеников приходится не по душе новая методика обучения под названием карпантер, которую администрация школы пытается ввести с начала нового учебного года.
Однако и ученики в школе — разные. Сообщество учеников старших классов школы во главе с учкомом разделилось на два лагеря. С одной стороны — Сашка Гундобин, бывший председатель учкома, юноша не без лидерских качеств, но в то же время крикливый демагог, ненавидящий всех «шкрабов», и те, кто его поддерживает. Им противостоит партия более «умеренных» во главе с Колей Гудковым (в оригинале, у М. Розанова, — Костя Рябцев). Кипят нешуточные страсти, собрания и митинги идут сплошной чередой.

В недавно вышедшем фильме «Наше призвание» в интересной форме раскрывается диалектика развития некоторых идей советской педагогики. Нам показывают интересные поиски, порой наивные заблуждения педагогической практики 20-х гг. Но здесь важно другое. Замечательные педагоги, образ которых предстает на экране, стремились к тому же, что актуально и сегодня, к развитию общественной активности, коллективизма, в условиях которого только и может сформироваться самостоятельно мыслящая и действующая личность.— Советская педагогика, 1982

## В ролях
| Актёр                                      | Роль                                                                                        |
| ------------------------------------------ | ------------------------------------------------------------------------------------------- |
| Павел Кадочников                           | Николай Иванович Гудков заслуженный учитель                                                 |
| Елена Шанина                               | Варя Кулиш молодая журналистка                                                              |
| Георгий Тейх                               | Александр Арнольдович Гундобин редактор, начальник Вари                                     |
| Алексей Селивёрстов                        | Игорь Тарханов друг и сослуживец Вари                                                       |
|                                            | Шкрабы                                                                                      |
| Валерий Золотухин                          | Михаил Гаврилович Григорьев (Михгав) преподаватель обществоведения                          |
| Ия Саввина                                 | Маргарита Анатольевна Радыгина (Маргаритища/Каланча) зав. школой и преподаватель литературы |
| Валентина Теличкина                        | Клара Петровна Кашкина (Кларпетка) преподаватель естествознания                             |
| Фёдор Никитин                              | Сергей Вениаминович Туманов (Сервентум) преподаватель математики                            |
| Юлия Бурыгина                              | Эльза Густавовна Канцель (Эльгуста) преподаватель музыки                                    |
| Ирина Ожеховская-Пескова                   | Ольга Яковлевна Васильева (Оляква) учительница начальных классов                            |
| Юрий Голубицкий                            | Матвей Матвеевич Пендерицкий (Матрас) учитель начальных классов                             |
|                                            | Ученики                                                                                     |
| Василий Мищенко                            | Гудков в юности (Коля Гудков)                                                               |
| Наталья Михайлова                          | Матильда Квашнина                                                                           |
| Игорь Наумов                               | Гундобин в юности (Сашка Гундобин)                                                          |
| Юрий Попович                               | Филька Субботин                                                                             |
| Наталья Флоренская                         | Тина Г.                                                                                     |
| Мария Овчинникова                          | Роза Малинова (Чёрная Роза)                                                                 |
| Владимир Сальников                         | Федька Бычков                                                                               |
| Илона Броневицкая                          | Герка Фрадкина                                                                              |
| Елена Майорова                             | Кастуська Фиалковская                                                                       |
| Ольга Ипполитова                           | Валька (Пончик)                                                                             |
| Андрей Анкудинов                           | Венька Сулькин                                                                              |
| Анатолий Шлаустас (в титрах Тоас Шлаустас) | Мешалкин организатор «огуречников»                                                          |
| Юрий Вьюшин                                | Ванька Горюхин                                                                              |
| Леонид Захожаев                            | Гешка                                                                                       |
| Владимир Смилянец                          | Гришка Гундобин брат Саши                                                                   |
| Вася Семёнов                               | Коська                                                                                      |
|                                            | Родители и другие лица                                                                      |
| Иван Бортник                               | Сыровегин секретарь парткома РКП(б)                                                         |
| Алексей Кожевников (озвучил Георгий Вицин) | отец Коли Гудкова (Папанька)                                                                |
| Лев Золотухин                              | отец Ваньки Горюхина                                                                        |
| Муза Крепкогорская                         | мать Ваньки Горюхина                                                                        |
| Любовь Малиновская                         | инспектор губоно                                                                            |
| Нартай Бегалин                             | Мухамедзянов активист                                                                       |
| Любовь Омельченко                          | Фрося с баяном активистка                                                                   |
| Лилия Гурова                               | Клавдия Вульфовна милиционерша                                                              |
| Алексей Ванин                              | председатель сельсовета                                                                     |
| Клавдия Хабарова                           | девица лёгкого поведения                                                                    |

## Информация о фильме
- Авторы сценария: Евгений Митько, Геннадий Полока
- Режиссёр-постановщик: Геннадий Полока
- Оператор-постановщик: Игорь Ремишевский
- Художник-постановщик: Михаил Щеглов
- Композитор: Андрей Эшпай
- Звукооператор: Сергей Урусов
- Автор текстов песен: Леонид Завальнюк
- Автор текста песни «Мы строим школу»: Владимир Высоцкий

## Съёмки
Места съёмок — Усадьба Демидовых в Толмачёвском переулке, Храм Усекновения Главы Иоанна Предтечи под Бором и Церковь Михаила и Фёдора Черниговских в Черниговском переулке, Распятский собор в Серпухове.